# Parafia św. Józefa Sebastiana Pelczara w Strzyżowie
Parafia św. Józefa Sebastiana Pelczara w Strzyżowie – parafia rzymskokatolicka znajdująca się w diecezji rzeszowskiej w dekanacie Strzyżów.